# Didymisch komma
Het didymische komma (komma van Didymus), ook wel syntonisch komma genoemd, is het kleine verschil als verhoudingsgetal tussen de pythagoreïsche grote hele toon (9:8) en de pythagoreïsche kleine hele toon (10:9) en is dus gelijk aan 81:80 ook te zien als 1,25% ofwel 21,5 cents, een vijfde van een halve toon.
Met komma wordt algemeen in de muziekleer het kleine verschil aangeduid als verhouding van de trillingsgetallen van een toon in verschillende stemmingen.
Het didymische komma is in de stemming van Pythagoras het verschil tussen de natuurzuivere, reine intervallen (volgens de rij der harmonischen), en de door Pythagoras beschreven en berekende toonhoogten. Het didymische komma is, zij het in verschillende richtingen, hetzelfde voor beide tertsen, de beide sexten en de grote septiem. Deze verhouding bedraagt 81/80, of 80/81, afhankelijk van de richting (te hoge of te lage toon). De volkomen consonanten zijn in de stemming van Pythagoras wél natuurzuiver gestemd.

## De tertsen
- De reine grote terts ontstaat tussen de 4e en de 5e harmonische, en heeft een verhouding van 4/5 (opwaarts gedacht: verkleining van de snaarlengte van het monochord).

De pythagoreïsche grote terts heeft als verhouding: 64/81 (opwaarts gedacht);
het "verschil" als verhouding is: (4/5) / (64/81) = 324/320 = 81/80.
Dat wil zeggen: de pythagoreïsche grote terts is een dydimisch komma hoger gestemd.
- De reine kleine terts ontstaat tussen de 5e en de 6e harmonische, en heeft een verhouding van 5/6 (opwaarts gedacht: verkleining van de snaarlengte van het monochord).

De pythagoreïsche kleine terts heeft als verhouding: 8/9 x 243/256 = 1944/2304 = 27/32
het "verschil" is: (5/6) / (27/32) = 80/81.
Dat wil zeggen: de Pythagoreïsche kleine terts is een didymisch komma lager gestemd.

## De sexten
- De reine grote sext ontstaat tussen de 3e en de 5e harmonische, en heeft een verhouding van 3/5 (opwaarts gedacht: verkleining van de snaarlengte van het monochord).

De pythagoreïsche grote sext heeft als verhouding: 16/27 (opwaarts gedacht)
het verschil is: (3/5) / (16/27) = 81/80.
Dat wil zeggen: de Pythagoreïsche grote sext is een didymisch komma hoger gestemd.
- De reine kleine sext ontstaat tussen de 5e en de 8e harmonische, en heeft een verhouding van 8/5 (opwaarts gedacht: verkleining van de snaarlengte van het monochord).

De pythagoreïsche kleine sext heeft als verhouding: 128/81 (opwaarts gedacht)
het verschil is: (128/81) / (8/5) = 80/81.
Dat wil zeggen: de pythagoreïsche kleine sext is een didymisch komma lager gestemd.

## De grote septiem
- De reine grote septiem ontstaat tussen de 8e en de 15e harmonische, en heeft een verhouding van 8/15 (opwaarts gedacht: verkleining van de snaarlengte van het monochord).

De pythagoreïsche grote septiem heeft als verhouding: 128/243 (opwaarts gedacht)
het verschil is: (8/15) / (128/243) = 1944/1920 = 81/80.
Dat wil zeggen: de pythagoreïsche grote septiem is een didymisch komma hoger gestemd.